# قيق أسود الرأس
القيق أسود الرأس هو نوع من طيور القيق يَنتمي إلى فصيلة الغرابيَّات ويَقطن جنوب آسيا بدءاً من شرق أفغانستان ومروراً عبر جبال الهيملايا حتى أرياف نيبال الشجرية، وهوَ تقريباً بنفس حجم قريبه القيق الأوراسي.
يَقطن القيق أسود الرأس منطقة جغرافية صغيرة نسبياً، على عكس قريبه القيق الأوراسي ذي الانتشار الواسع في مختلف قارات العالم القديم. عُموماً يَعيش هذا الطائر في شريط يَمتد عبرَ شمال شبه القارة الهندية، بدءاً بشرق أفغانستان غرباً ثم جبال الهملايا حتى المناطق الشجرية الريفية في نيبال، التي يَقطن فيها المساحات المفتوحة أكثر من الغابات الكثيفة، كما أنه يُمكن أن يَتواجد أحياناً في بعض الأراضي الزراعيَّة أو حتى قرب القرى ما دامت تُوجد أشجار وأحراش كافية في المنطقة لتوفِّر له بيئة مناسبة. وبالمجمل يعيش هذا الطائر في أربعة بلدان جنوب آسيوية، هي أفغانستان وباكستان والهند ونيبال.
حجم القيق أسود الرأس مساوٍ تقريباً لحجم قريبه القيق الأوراسي، لكنه أنحف قليلاً، باستثناء منقاره الذي يَمتاز عن منقار القيق الأوراسي بأنه أقصر وأثخن بقليل. ومن الفروقات البارزة الأخرى بين النوعين أن أعلى رأس هذا الطائر أسود اللون على عكس نظيره الأورسي، كما أن عرفه أكثر وضوحاً وذيله أطول قليلاً. ويُمكن أن يَصل طول القيق أسود الرأس إلى حوالي 33 سنتيمتراً.
يَجمع القيق أسود الرأس غذاؤه من الأشجار والأرض في الآن ذاته، ويُطابق غذاؤه المتنوع تقريباً غذاء القيق الأوراسي، بما في ذلك اشتماله البيض وصغار الطيور الأخرى. وهو يَبني أعشاشه بين الأشجار والشجيرات كذاك أيضاً، وعادت يَضع 3 إلى 5 بيوض يَحضنها على مدى 16 يوماً، وبعد التفقيس يُطعم كلا الوالدين الصغار. ونداءاته الصوتية تُشبه هي الأخرى تلك عند القيق الأوراسي، فنداؤه الرئيسيُّ هو عبارة عن نوبات من صياح عالٍ تفصل بينها فترات زمنية قصيرة.
أعداد القيق أسود الرأس مستقرَّة بشكل عام، ونظراً إلى حجم انتشاره الجغرافيِّ وحالة أعداده وتكاثره فهوَ لا يُعد في حالة خطر، ويُصنفه الاتحاد العالمي للحفاظ على الطبيعة كنوع غير مهدد نظراً إلى هذا. ولم تُقدَّر في الواقع أعداد هذا الطائر بدقة من قبل، لكنه يُعتبر نوعاً شائعاً نسبياً بشكل عام.

## وصلات خارجية
- فيديو قيق أسود الرأس.
- تسجيلات صوتية لنداءات القيق أسود الرأس.